# Дуброво
Дуброво (на македонска литературна норма: Дуброво) е село в Северна Македония, в община Неготино.

## География
Дуброво е разположено на 5 километра източно от град Неготино на десния бряг на Вардар срещу село Войшанци.

## История
В XIX век Дуброво е изцяло българско село в Тиквешка кааза на Османската империя. Според статистиката на Васил Кънчов („Македония. Етнография и статистика“) от 1900 година Дуброво има 200 жители, всички българи християни.
По данни на секретаря на Българската екзархия Димитър Мишев („La Macédoine et sa Population Chrétienne“) в 1905 година в селото (Doubrovo) има 160 българи екзархисти.
След Междусъюзническата война в 1913 година селото попада в Сърбия.
На етническата си карта от 1927 година Леонард Шулце Йена показва Дуброво (Dubrovo) като село с неясен етнически състав.
В селото няма църква и то е изоставено.

## Личности
Родени в Дуброво
- Найдо Стаменин (1910 – 1993), югославски военен